# Johnny Estrada
Johnny Pulado Estrada (Hayward, California, 27 de junio de 1976), más conocido como Johnny Estrada, es un exjugador profesional estadounidense de béisbol que se desempeñó en la posición de cácher en las Grandes Ligas de Béisbol (MLB). Logró obtener un Bate de Plata.

## Carrera
Estrada jugó como profesional dos temporadas en Philadelphia Phillies (2001-2002), después pasó a Atlanta Braves (2003-2005), luego a Arizona Diamondbacks (2006), posteriormente a Milwaukee Brewers (2007), y finalmente, se unió a Washington Nationals, donde jugó una temporada (2008), y fue el equipo en el que se retiró.

## Premios
Fue galardonado con el Bate de Plata en una oportunidad (2004).